# 압해 주씨
압해 주씨(押海 朱氏)는 전라남도 신안군 압해읍을 본관으로 하는 한국의 성씨이다. 압해 주씨는 나주 주씨에서 분파된 성씨이다.

## 역사
나주 주씨(羅州 朱氏) 시조 주중소(朱仲紹)는 999년(고려 목종 2년) 이부시랑(吏部侍郞), 봉명(奉命)을 역임하였다.
주중소(朱仲紹)의 아들 주덕명(朱德明, ? ~ 1031년)이 고려 현종 9년(1018년) 공부상서(工部尙書)를 지내고, 고려 현종 12년(1021년) 상서 좌복야(尙書左僕射)에 올랐다.
주덕명(朱德明)의 증손인 주현진(朱玄進)이 압해(押海 : 전라남도 신안군 압해읍)로 분봉(分封)되어 압해 주씨로 분파되었다.

## 본관
압해(押海)는 전라남도(全羅南道) 신안군(新安郡) 압해읍(押海面)을 일대의 지방에 있던 통일신라 때의 지명으로 압해군(押海郡)이라고도 하였다. 백제 때의 아차산군(阿次山郡)이 신라가 통일한 후에 압해군으로 개칭되었고 후에 압해현(押海縣)이 되었다가 1914년 압해면(押海面)으로 무안군(務安郡)에 편입되었다가 1969년 신안군(新安郡)에 소속되었다.

## 과거 급제자
무과
- 주응립(朱應立) - 조선 인조(仁祖) 14년(1636년) 병자(丙子) 별시(別試) 병과(丙科) 457위(482/504)[4]

## 같이 보기
- 나주 주씨
- 신안 주씨